# Lenguas de Voivodina

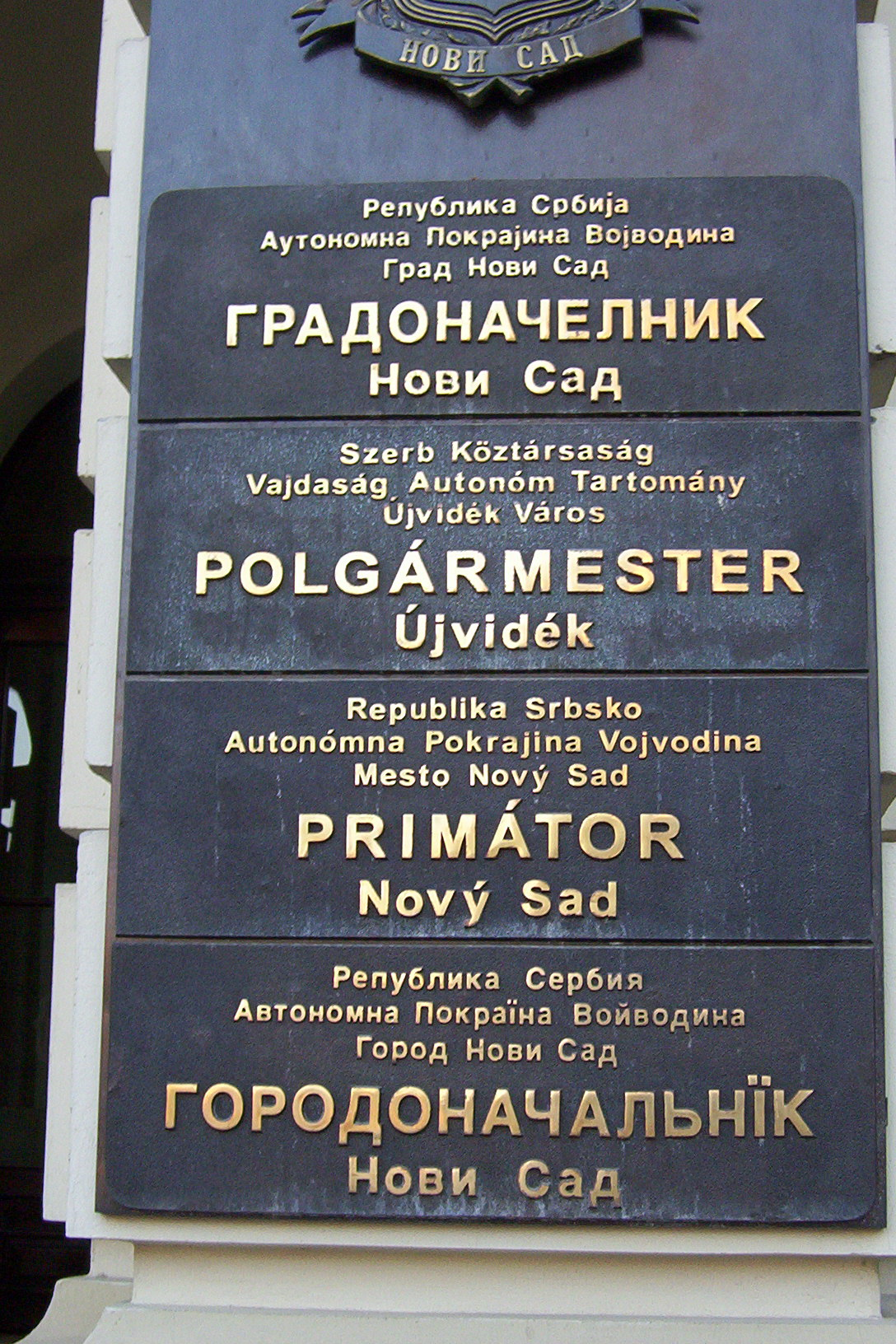
Cartel de la oficina del ayuntamiento de Novi Sad escrito en cuatro lenguas (serbio, húngaro, eslovaco y ruteno).

La Provincia Autónoma de Voivodina, en el norte de Serbia, es un ejemplo de una amplia diversidad lingüística, que incluye lenguas eslavas meridionales (serbio, croata, macedonio, esloveno, búlgaro), lenguas eslavas occidentales (eslovaco, checo), lenguas eslavas orientales (rusino, ucraniano, ruso), lenguas romances (rumano), lenguas germánicas (alemán suabo), otras lenguas indoeuropeas (romaní, albanés), lenguas no indoeuropeas (húngaro), etc.
Se desconoce qué lenguas se hablaban en el territorio de la actual Voivodina durante el Paleolítico y el Neolítico. Los primeros hablantes de lenguas indoeuropeas llegaron aquí en el 4200 a. C. y, desde la aparición de los primeros vestigios escritos sobre esta región, existen registros de hablantes de diversas lenguas indoeuropeas que vivieron en esta zona, tales como hablantes de las ramas tracia, iliria, celta, irania e itálica de la familia lingüística indoeuropea. La decadencia y la caída del Imperio romano también atrajeron a esta zona hablantes de lenguas túrquicas y germánicas. Los hablantes de lenguas eslavas meridionales se asentaron en la zona en el siglo VI, mientras que los hablantes de húngaro aparecieron en el siglo IX. La conquista otomana de la región en el siglo XVI trajo a la zona hablantes de turco, romaní y otras lenguas, mientras que la conquista de los Habsburgo a finales del siglo XVII y durante primera mitad del siglo XVIII trajo aquí hablantes de alemán, eslovaco, rusino, checo, ucraniano y otras lenguas. En los últimos años, también hay un número cada vez mayor de hablantes del idioma chino.

## Situación
| Idioma         | Total     | Porcentaje | Familia lingüística  |
| -------------- | --------- | ---------- | -------------------- |
| Serbio         | 1.485.791 | 79,3       | Lenguas eslavas      |
| Albanés        | 3.844     | 0,2        | Lenguas indoeuropeas |
| Bosnio         | 456       | 0,02       | Lenguas eslavas      |
| Búlgaro        | 601       | 0,03       | Lenguas eslavas      |
| Bunjevac       | 6.821     | 0,36       | Lenguas eslavas      |
| Arrumano       | 178       | >0,01      | Lenguas romances     |
| Goranski       | 299       | 0,02       | Lenguas eslavas      |
| Griego         | 102       | >0,01      | Lenguas griegas      |
| Lenguas judías | 12        | >0,01      | Múltiples            |
| Armenio        | 41        | >0,01      | Lenguas indoeuropeas |
| Húngaro        | 241.164   | 12,86      | Lenguas ugrofinesas  |
| Macedonio      | 3.694     | 0,2        | Lenguas eslavas      |
| Alemán Suabo   | 1.418     | 0,08       | Lenguas germánicas   |
| Romaní         | 27.430    | 1,46       | Lenguas indoarias    |
| Rumano         | 24.133    | 1,29       | Lenguas romances     |
| Ruso           | 819       | 0,04       | Lenguas eslavas      |
| Rusino         | 11.154    | 0,59       | Lenguas eslavas      |
| Eslovaco       | 47.760    | 2,55       | Lenguas eslavas      |
| Esloveno       | 630       | 0,03       | Lenguas eslavas      |
| Turco          | 82        | >0,01      | Lenguas oghuz        |
| Ucraniano      | 1.508     | 0,08       | Lenguas eslavas      |
| Croata         | 14.576    | 0,78       | Lenguas eslavas      |
| Cincarski      | 16        | >0,01      | Lenguas eslavas      |
| Montenegrino   | 1.193     | 0,06       | Lenguas eslavas      |
| Checo          | 567       | 0,03       | Lenguas eslavas      |
| Šokac          | 363       | 0,02       | Lenguas eslavas      |
| Šopi           | 154       | 0,01       | Lenguas eslavas      |
| Total          | 1.874.806 | 100        |                      |

## Empleo de lenguas minoritarias
Además del serbio, idioma oficial en todo el país, la administración provincial de Voivodina utiliza oficialmente cinco idiomas regionales: el húngaro, el rumano, el eslovaco, el rusino y el croata. El serbio se utiliza en todos los municipios, mientras que las lenguas minoritarias se emplean en algunos. El serbio con alfabeto cirílico se utiliza oficialmente en los 45 municipios de Voivodina. El húngaro se utiliza oficialmente en 29 municipios, el eslovaco en 12, el rumano en 9, el rusino en 6, y el croata y el checo en un municipio cada uno (sin embargo, el checo no es oficial a nivel provincial).
La Radio Televisión de Voivodina, la emisora pública de la provincia, emite programas en diez idiomas: serbio, húngaro, eslovaco, rusino, rumano, dialecto bunjevac, ucraniano, romaní, croata y macedonio. Algunos programas de televisión también se traducen a la lengua de señas.